# Actinote rufina
Actinote rufina är en fjärilsart som beskrevs av Charles Oberthür 1917. Actinote rufina ingår i släktet Actinote och familjen praktfjärilar. Inga underarter finns listade i Catalogue of Life.